# Kazumi Totaka
Kazumi Totaka (戸高 一生, Totaka Kazumi) (Tóquio, 23 de Agosto de 1967) é um compositor musical japonês, notório pela composição de várias trilhas-sonoras de jogos eletrônicos, especialmente os jogos da Nintendo. Kazumi é conhecido também por ser o dublador do Yoshi, personagem da série Mario.

## Canção de Totaka
Canção de Totaka, ou Totaka's Song, também conhecida por Música Secreta da Nintendo, é uma pequena composição instrumental de 19 notas "escondida", como uma espécie de easter egg, que Totaka sempre dá um jeito de inserir nos jogos em que está no comando das composições.
A primeira vez que esta canção pôde ser ouvida foi no jogo X, lançado em 1992 apenas no Japão para o Game Boy. No seu projeto seguinte, Mario Paint, Totaka usou a mesma composição de novo, dessa vez como música de abertura. E ele a usaria de novo, de novo e de novo, escondendo-a em praticamente todos os jogos nos quais ele trabalhou, algumas vezes de maneira explícita, e em outras bem escondida até demais.
Abaixo segue a lista dos jogos em que é possível escutá-la:
| Ano       | Jogo                                  | Console        | Como/Onde Escutar a "Canção de Totaka" |
| --------- | ------------------------------------- | -------------- | --- |
| 1990      | X                                     | Game Boy       | é só ir pra missão 4 e quando aparecer a tela com o ciêntista maluco espere 40's. |
| 1992      | Mario Paint                           | SNES           | antes de iniciar o game é mostrado o menu de título; onde todas as letras são interativas. Ao clicar na letra "O" da palavra MARIO, ela se transformará numa bomba e explodirá o cenário. Assim que o título voltar ao normal, a Canção de Totaka tocará.                                 |
| 1992      | For the Frog the Bell Tolls           | Game Boy       | |
| 1992      | Super Mario Land 2: 6 Golden Coins    | Game Boy       | Esperar 2 minutos e 30 segundos na tela de "Game Over" |
| 1993      | The Legend of Zelda: Link's Awakening | Game Boy       | Há três maneiras de escutar a musica: - 1-entre na casa do Richard e espere 2:30 - 2-Na versão japonesa do jogo é só nomear o personagem como totakeke. Aperte OK e depois um remix da musica irá tocar. - 3-Ela está nos arquivos do jogo, mas ainda não descobriram como fazê-la tocar. |
| 1995      | Virtual Boy Wario Land                | Virtual Boy    | na tela de fim de jogo que aparece depois dos créditos, a Totaka's Song tocará depois de 1 minuto e 15 segundos. |
| 1998      | Yoshi's Story                         | Nintendo 64    | A Totaka's Song pode tocar em dois lugares, embora da mesma forma. Se você esperar 2 minutos e 10 segundos nas telas de Trial Mode e Select Yoshi, poderá escutá-la. |
| 2000      | Mario Artist: Talent Studio           | Nintendo 64DD  | |
| 2001      | Luigi's Mansion                       | GameCube       | Na tela que mostra os controles do Poltergust 3000, antes do modo treinamento do jogo. Se você esperar, a música tocará após 3 minutos e meio de ociosidade. |
| 2001      | Animal Forest / Animal Crossing       | GameCube       | |
| 2003      | Animal Crossing-e                     | e-Reader       | |
| 2004      | Pikmin 2                              | GameCube       | |
| 2005      | Yoshi Touch & Go                      | Nintendo DS    | o easter egg acontece no "Marathon Mode". Uma vez que o jogador alcançar uma área montanhosa onde há nuvens se movimentando pelo vento, você deve esperar 3 minutos e 45 segundos para escutá-la                                                                                          |
| 2005      | Animal Crossing: Wild World           | Nintendo DS    | |
| 2008      | Animal Crossing: City Folk            | Nintendo Wii   | |
| 2008      | Super Smash Bros. Brawl               | Nintendo Wii   | |
| 2012      | X-Scape                               | DSiWare        | Salve o doutor falso no planeta Mapate. Traga-o até a base principal do planeta Mordarl. Continue a conversa com o robô até que ele pergunte "What's that?!". Você escutará a música mudar. Espere por cerca de 2 minutos e 45 segundos e a canção aparecerá.X-Scape                      |
| 2012      | Animal Crossing: New Leaf             | Nintendo 3DS   | |
| 2014      | Yoshi's New Island                    | Nintendo 3DS   | Acessar a tela de seleção de mundos do game, e ao chegar no sexto mundo, deixar o jogo parado por cerca de seis minutos. |
| 2014/2018 | Mario Kart 8/Mario Kart 8 Deluxe      | Nintendo Wii U | A “Canção de Totaka” é secretamente cantada por um dos Yoshis que são espectadores das corridas, que aparecem em pistas como Donut Plains 3, Yoshi Circuit e Sweet Sweet Canyon. |

## Trabalhos
Totaka é creditado nas seguintes composições:

### Compositor
- X (1992)
- Mario Paint (1992) - with Hirokazu Tanaka and Ryoji Yoshitomi
- Kaeru no Tame ni Kane wa Naru (1992)
- Super Mario Land 2: Six Golden Coins (1992)
- Tetris & Dr. Mario (1994) - with Hirokazu Tananka and Yumiko Kameya
- Virtual Boy Wario Land (1995)
- Wave Race 64 (1996)
- Yoshi's Story (1997)
- Mario Artist: Polygon Studio (1999)
- Mario Artist: Paint Studio (1999) - with Chris Jojo, Martin Goodall, and Suddi Raval
- Mario Artist: Talent Studio (2000) - with Kenta Nagata and Toru Minegishi
- Machop at Work (2001) - with Takuto Kitsuta and Yasushi Ida
- Luigi's Mansion (2001) - with Shinobu Tanaka
- Kingler's Day (2001) - with Takuto Kitsuta and Yasushi Ida
- Animal Crossing (2001) - with Kenta Nagata, Toru Minegishi, and Shinobu Tanaka
- Yoshi Touch & Go (2005) - with Asuka Ohta and Toru Minegishi
- Animal Crossing: Wild World (2005) - with Asuka Ohta
- Default Wii Channels (2006)
- Wii Sports (2006)
- Kenkou Ouen Recipe 1000: DS Kondate Zenshuu (2006)
- X-Scape (2010)
- Wii Sports Club (2014)
- Yoshi's Woolly World (2015) - Main Theme only
- Animal Crossing: Happy Home Designer (2015)
- Poochy & Yoshi's Woolly World (2017) - Main Theme only

### Direção de Som/Produção/Supervisão
- The Legend of Zelda: Link's Awakening (1993)
- Pikmin 2 (2004)
- Animal Crossing: Wild World (2005)
- Yoshi's Island DS (2006)
- Wii Sports (2006)
- Wii Music (2008)
- Animal Crossing: City Folk (2008)
- Animal Crossing: New Leaf (2012)
- Luigi's Mansion: Dark Moon (2013) - with Kōji Kondō and Yoji Inagaki
- Yoshi's New Island (2014)
- Super Smash Bros. for Nintendo 3DS and Wii U (2014)
- Animal Crossing: Happy Home Designer (2015)
- Mini Mario & Friends: Amiibo Challenge (2016)